# Albert Coates
Albert Henry Coates (Szentpétervár, 1882. április 23. – Milnerton Fokváros, 1953. december 11.) angol karmester és zeneszerző.

## Élete és munkássága
Szülei angol származásúak voltak, apja üzletember Szentpéterváron. Coates Londonban járt iskolába, és a Liverpooli Egyetemen tanult. Visszatérve Oroszországba, át kellett volna vennie apja üzletét. Azonban úgy döntött, hogy zenét tanul, amit 1902-ben kezdett el a lipcsei konzervatóriumban, előbb cselló és zongora tantárgyból, majd áttért a karmesteri pályára Nikisch Artúrnál. Nikisch alatt asszisztenseként dolgozott a lipcsei operában, majd karmesterként Elberfeldben, Drezdában és Mannheimbam. A Mariinszkij Színházban 1911-ben vendégdirigensként kinevezték vezető karmesternek. Találkozott Alekszandr Szkrjabinnal, akinek elismeréséért kampányolt. 1914-ben Richard Wagnert vezényelte a Covent Gardenben. 1919-ben elhagyta Oroszországot, és 1920-ban a Londoni Szimfonikus Zenekar karmestere lett, amelyet már 1910-ben is vezényelt. 1920-ban készültek az első felvételek és ő vezényelte Gustav Holst A bolygók című művének első teljes előadását. Külföldi vendégszereplések következtek. 1923 és 1925 között a Rochesteri Filharmonikus Zenekar zenei igazgatója volt. 1926-ban vezényelte Nyikolaj Andrejevics Rimszkij-Korszakov operájánakLegenda a láthatatlan Kityezs városáról és Fevronyija szűzleányról című operájának első Oroszországon kívüli előadását. Ugyanebben az évben több New York-i Filharmonikusok-koncertet is vezényelt. Ezután vendégkarmesterként dolgozott Európában is (1935 körül a Bécsi Filharmonikusoknál). 1946-ban Dél-Afrikába költözött, ahol először a Johannesburgi Városi Zenekart, majd a Fokvárosi Városi Zenekart vezényelte.
Albert Coates zeneszerzőként is tevékenykedett; művei között szerepel. a The Eagle in memoriam Arthur Nikisch szimfonikus költemény (1925) és kilenc opera, köztük a Samuel Pepys (először Münchenben 1929-ben), a Pickwick (először a Covent Gardenben 1936-ban) és a Van Hunks & the Devil (először Dél-Afrikában) 1952-ben.

## Fordítás
- Ez a szócikk részben vagy egészben  az   Albert Coates című német Wikipédia-szócikk ezen változatának fordításán alapul.  Az eredeti cikk szerkesztőit annak laptörténete sorolja fel. Ez a jelzés csupán a megfogalmazás eredetét és a szerzői jogokat jelzi, nem szolgál a cikkben szereplő információk forrásmegjelöléseként.